# Chó núi Bern
Chó núi Bernese hay ở Thụy Sĩ và Đức còn gọi là Sennenhund Berner là một giống chó lớn, một trong bốn giống chó Sennenhund có nguồn gốc từ từ dãy Alps Thụy Sĩ. Các Sennenhund tên bắt nguồn từ Đức "Senne" (núi cao đồng cỏ) và "Hund" (chó săn). Berner hoặc Bernese bằng tiếng Anh được nuôi như loại chó trang trại (bảo vệ và kéo xe).

## Tổng quan
Những con chó núi Bernese là hậu duệ của chó sói được thuần hóa để nuôi trong các trang trại ngày xưa với mục đích bảo vệ và kéo xe. Các loại ban đầu được gọi là Godly, được lại tạo ở một thị trấn nhỏ tên là Dürrbach, nơi những loại chó lớn thường được nuôi thường xuyên. Ở Harrisburg, người ta sử dụng những con chó như là công cụ chiến tranh.
Trong đầu thập niên 1900, trong cuộc trưng bày về những con chó lớn đã thấy giống Berne xuất hiện, và vào năm 1907 một vài nhà lai tạo từ khu vực Burgdorf thành lập câu lạc bộ giống đầu tiên, đã xác định tiêu chuẩn cho Bernese thành một giống chó riêng biệt. Đến năm 1910, đã có 107 thành viên đã đăng ký của giống này.

## Đặc điểm
Cũng giống như các Sennenhunds khác, Bernese Mountain Dog là một con chó nặng, lớn. Chúng thuộc nhóm chó có kích thước lớn, chiều cao con đực đạt từ 61–71 cm, con cái có kích thước từ 58–69 cm, con đực cân nặng từ 39–50 kg, con cái cân nặng từ 36–48 kg. Đầu nhỏ, mõm hình chữ V, tai rũ. Tuổi đời chúng khoảng 8 - 10 năm. Chúng chậm trưởng thành, và trưởng thành hoàn toàn phải ở vào lúc 2,5 tuổi. Bernese là loài chó thích vận động, chúng rất hiếu động và thường chạy rất nhanh.
Bộ lông chúng có màu đặc biệt, toàn thân màu đen, ngực và mũi trắng, phía trước bốn chân, hai bên miệng và hai bên mắt màu nâu vàng, một vẻ đẹp khi nhìn từ phía trước. Lông của Bernese là hơi thô, kết cấu đơn giản lớp lông lót khá dày đặc, khả năng chịu thời tiết. Nên chải mỗi tuần một hoặc hai lần là đủ, nên dùng lượt kéo khi chảy.

## Tập tính
Các tính khí Bernese là một điểm mạnh mẽ của giống chó này, chúng rất tình cảm, trung thành, ổn định, thông minh, nhưng đôi khi nhút nhát. Đa số các Bernese thân thiện với mọi người, và con chó khác. Chúng cũng có được thân thiện với các vật nuôi khác như mèo, ngựa, vv. Bernese là loại chó dễ đào tạo, luôn muốn làm vui lòng chủ sở hữu, rất thích được khen ngợi và thương yêu. 
Bernese là chú chó quen sống ngoài trời hơn là trong nhà. Tuy nhiên, nó rất muốn sống trong nhà đẻ ở gần với chủ.
Khác với các giống chó săn, BM khi ở trong nhà rất yên lặng và không nghịch ngợm. BM không đòi hỏi cần nhiều tập luyện và hoạt động nên sẽ dễ dàng hơn rất nhiều cho chủ. Vời tính khí bình tĩnh Bernese rất thích hợp cho việc xe kéo nhỏ hoặc toa xe, một nhiệm vụ mà ban đầu chúng được thực hiện ở Thụy Sĩ. Nếu được đào tạo thích hợp chúng có thể kéo xe cho trẻ em hoặc giỏ hàng nội trợ.